# Alfred Fahler
Alfred Fahler, född 1892, död den 24 december 1918 i Visby på Gotland, var en finlandssvensk författare.
Han var från Vasa och författaren Jarl Hemmers (1893–1944) närmaste vän.Han debuterade 1912 med diktsamlingen Döda drömmar. Hans andra diktsamling, Bland Cypresser, utkom 1914. Hans diktning var romantisk och känslomässig.
1915 begav sig Alfred Fahler i all hemlighet till Tyskland, i syfte att ansluta sig till tyska jägare. Tyska myndigheter tog honom emellertid för en rysk spion och arresterade honom. Han levde under svåra umbäranden på ett fångläger, och frigavs först i mars 1918.
Efter sin frigivning gav han sig iväg till Sverige, och skrev om sina upplevelser i Tyskland i boken I fängelse och fångläger. Tiden i fångläger hade tärt hårt på hans hälsa, han återvände därför aldrig till Finland utan dog i Visby på julafton 1918.